# Maximilian Mutzke
Maximilian Nepomuk "Max" Mutzke (født d. 21. maj 1981) er en tysk sanger, som repræsenterede Tyskland ved Eurovision Song Contest 2004, med sangen "I can't wait until tonight". Han blev udvalgt som Tysklands ESC-repræsentant efter han havde vundet en TV-casting ved Stefan Raab.